# 島山島 (長崎県対馬市)
島山島（しまやまじま）は長崎県対馬市にある架橋された離島である。

## 概要
対馬の中央、浅茅湾に浮かぶ島で、かつては対馬特有の石屋根などに利用された「島山石」を産出した。対馬島とは「浅茅（あそう）パールブリッジ」（1994年10月竣工）により結ばれており、堆肥の製造、キクの栽培等が盛んに行われている。また、同地域には、戦国の武将、島左近の墓が現存している。

## 交通
厳原から車で1時間10分